# Ironwood (Míchigan)
Ironwood es una ciudad ubicada en el condado de Gogebic en el estado estadounidense de Míchigan. En el Censo de 2010 tenía una población de 5387 habitantes y una densidad poblacional de 323,98 personas por km².

## Historia
La ciudad de Ironwood se estableció en la primavera de 1885. La ciudad se incorporó como una aldea en 1887 y como ciudad el 8 de abril de 1889. La zona del municipio al norte de la ciudad se incorporó como Ironwood Township el 8 de abril de 1889. En 1890 la población de Ironwood pasó 7500 y en 1900 alcanzó 10000.
El mineral del hierro se encontró en el área en la década de 1870, pero no fue hasta mediados de la década de 1880 cuando llegó el ferrocarril al área en lo que abrió para una exploración más extensa de los vastos depósitos de mineral de hierro. Pronto se descubrieron y se abrieron varias minas, como la mina Norrie, la mina Aurora, la mina Ashland, la mina Newport y la mina Pabst. La apertura de las minas y de las maderas en el área condujo a una rápida afluencia de inmigrantes tanto de otras partes de los Estados Unidos como directamente de Europa (principalmente Suecia, Alemania, Inglaterra, Italia, Polonia, Finlandia).
El 17 de septiembre de 1887, un incendio desastroso del barrió a más de la mitad de la parte comercial de la ciudad, aunque los edificios que se perdieron se reconstruyeron rápidamente. En 1926, se produjo el desastre de la mina Pabst, que mató a tres mineros y atrapó a otros 43 mieros durante más cinco días.
El origen de su nombre se considera generalmente como el siguiente: James (Iron) Wood fue un capitán de minas que trabajó para Fredrick Rhinelander. Al llegar al tren a este campamento en el desierto, el Sr. Rhinelander nombró a la ciudad en honor a su capitán. Hay un pequeño parque en la esquina de las calles North Suffolk y Fredrick en honor a James Wood. Fredrick Street fue a su vez el nombre de Fredrick Rhinelander para quien fue nombrado Rhinelander, situada en el estado de Wisconsin.

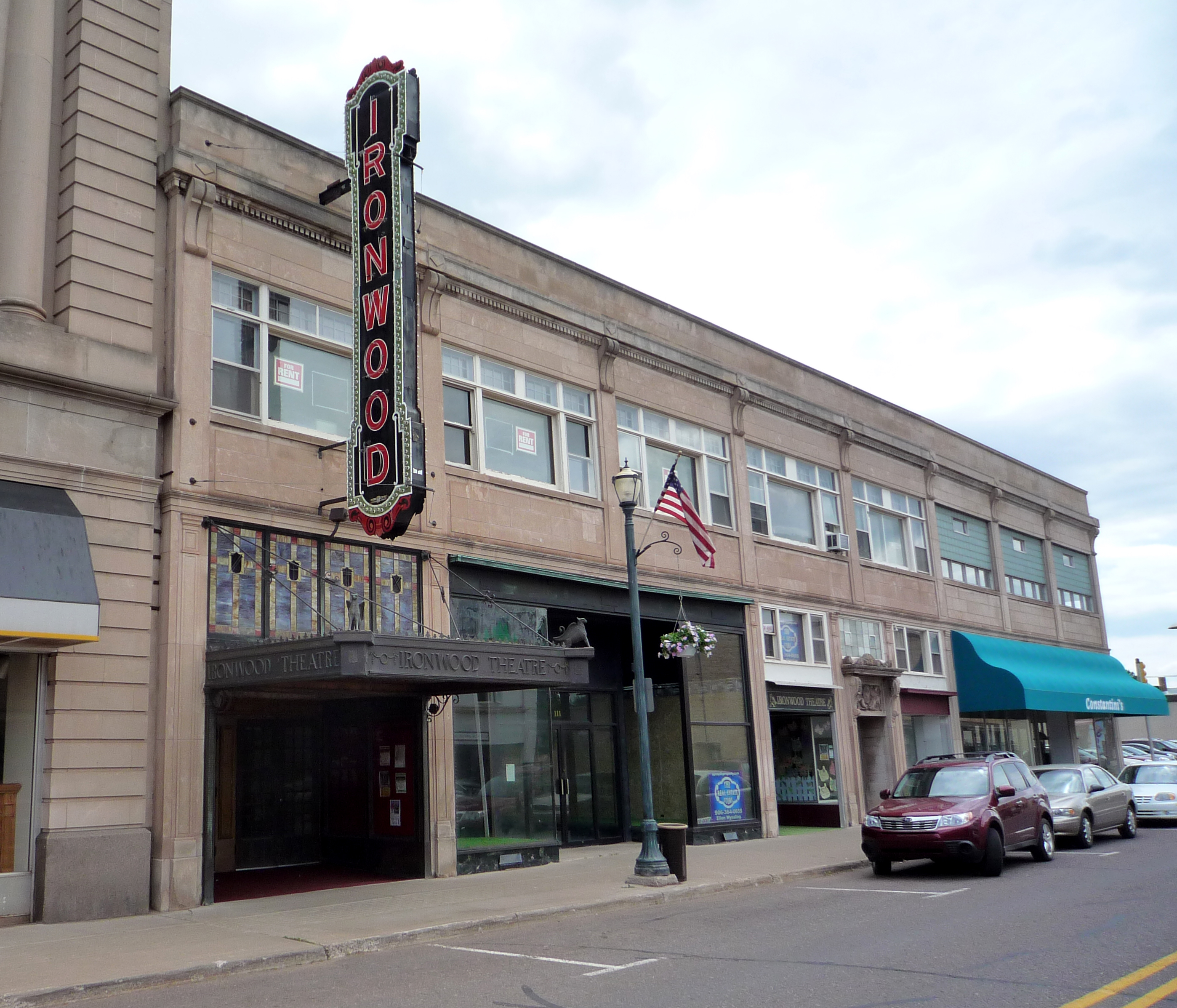
El Ironwood Theatre Complex (ahora The Historic Ironwood Theatre Center for the Performing Arts) está en el Registro Nacional de los Lugares Históricos.

A principios de la década de 1960, la Fuerza Aérea de los Estados Unidos estableció un sitio de Puntaje de bomba de Radar del Mando Aéreo Estratégico (SAC) sobre la colina Norrie para rastrear y anotar bombas simuladas ejecutadas por B-52s y B-47s en los objetivos del área de Ironwood. Se usó tanto para las carreras de bombas a la gran altura como a nivel de los árboles. Se erige un monumento al sur de Hurley, Wisconsin para recordar a los miembros de la tripulación asesinados en las dos carreras de bajo nivel B-47. El sitio fue trasladado a Charlevoix, Mi. a mediados de la década de 1960.
La vida religiosa entre los inmigrantes de las diferentes nacionalidades fueron muy activa. Ya en la década de 1890 había doce iglesias diferentes en Ironwood.
- The Methodist Episcopal Church.
- The Jessieville Methodist Episcopal Church.
- St Ambrose Church (Iglesia católica).
- St Michael's Church (Iglesia católica).
- First Swedish Baptist Church.
- Swedish Methodist Episcopal Church.
- Swedish Mission Church (Iglesia del pacto).
- Swedish Lutheran Church.
- First Finnish Lutheran Church.
- The First Presbyterian Church.
- St Pauls Episcopal Church.
- The First Apostolic Lutheran Church.

## Geografía
Ironwood se encuentra ubicada en las coordenadas 46°27′10″N 90°9′1″O / 46.45278, -90.15028. Según la Oficina del Censo de los Estados Unidos, Ironwood tiene una superficie total de 16.63 km², de la cual 16.63 km² corresponden a tierra firme y (0%) 0 km² es agua.

## Demografía
Según el censo de 2010, había 5387 personas residiendo en Ironwood. La densidad de población era de 323,98 hab./km². De los 5387 habitantes, Ironwood estaba compuesto por el 96.05% blancos, el 0.54% eran afroamericanos, el 1.08% eran amerindios, el 0.24% eran asiáticos, el 0% eran isleños del Pacífico, el 0.26% eran de otras razas y el 1.84% pertenecían a dos o más razas. Del total de la población el 1.19% eran hispanos o latinos de cualquier raza.

## Transporte

### Carreteras

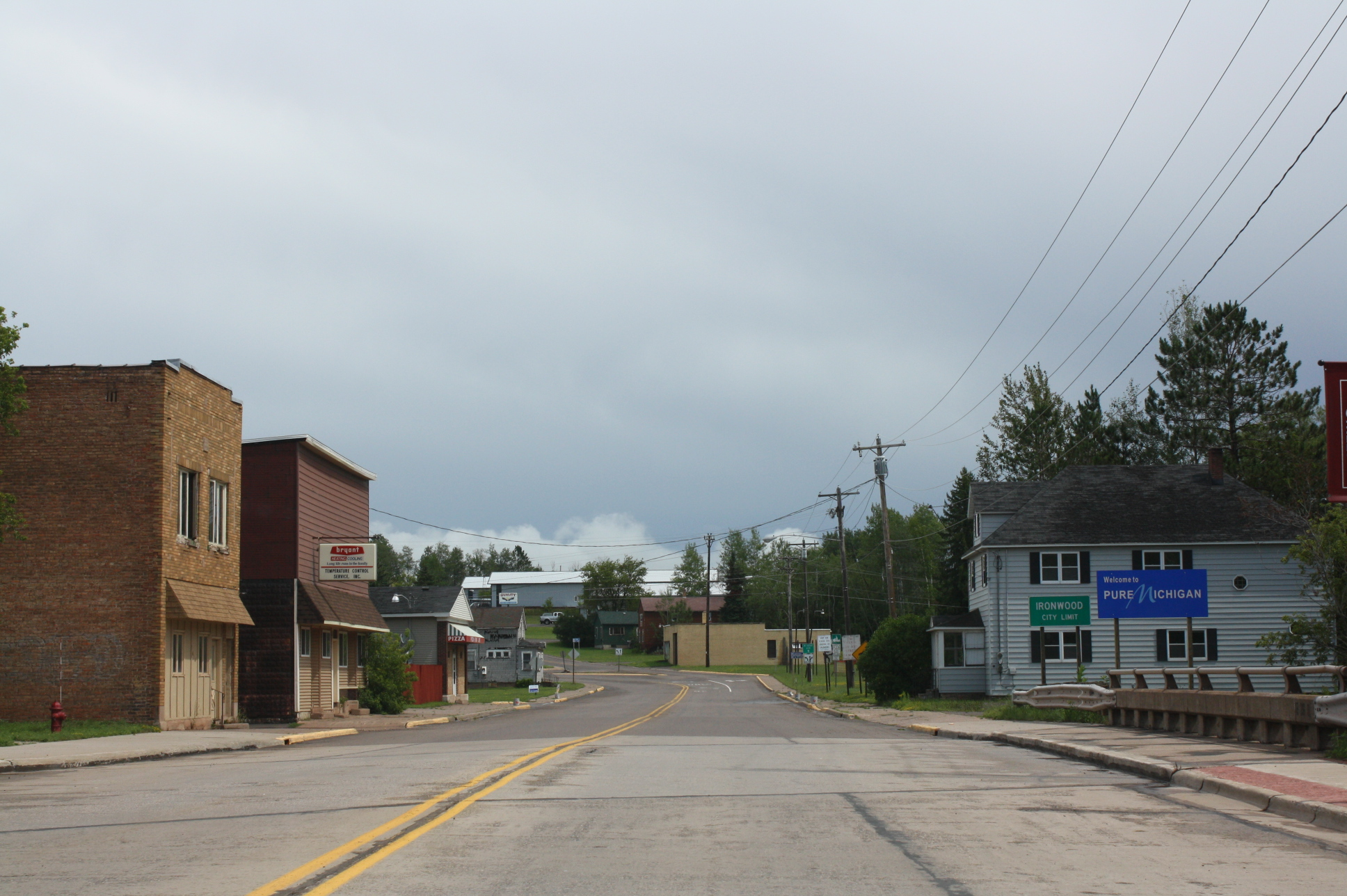
Entrada a Ironwood en el Silver Street.

- La US Highway 2 que va hacia al oeste hasta Ashland y Duluth, y va hacia el este hasta Iron Mountain.
- La US Highway 2 sirve a la ciudad de Ironwood.
- La M-28 comienza en las cercanías de Wakefield y dirige hacia al este a través de la Península superior de Míchigan hasta Marquette cerca de Sault Ste. Marie.
- La Wisconsin Highway 51 termina en las cercanías de Hurley.
- La Wisconsin Highway 77 comienza justo al otro lado de la línea estatal en Hurley y viaja hacia el suroeste.
- County Road 505 corre hacia el norte (como Lake Road) pasando por Ironwood Township y pasa por Little Girl's Point County Park en el Lago Superior y finalmente se encuentra con la terminal norte de WIS 122 en la frontera de Míchigan - Wisconsin cerca de Saxon Harbor, y corre hacia el sur (como Van Buskirk Road) a través del municipio de Erwin para encontrar el término de CTH-C en Oma.
- La County Road 200 (Old County Road) comienza en el extremo este de la ciudad y corre hacia el este hasta Bessemer.
- County Road 501 (Junet Road) comienza en el extremo noroeste de la ciudad y corre hacia el norte para cumplir con CR 204 (Ronda del Aeropuerto).

### Bus
El Indian Trails ofrece un servicio de autobús interurbano diario entre St. Ignace e Ironwood y entre Ironwood y Duluth, mientras que el condado de Gogebic opera un pequeño sistema de autobuses públicos.

### Aeropuerto
Ironwood es servida por el Aeropuerto del Municipio de Gogebic–Iron (IWD), que proporciona el servicio aéreo comercial. Air Choice One ofrece un servicio comercial programado para el Aeropuerto Internacional O'Hare de Chicago. El servicio fue programado desde y hacia Minneapolis comenzó el 1 de junio de 2016. Localizado 7 millas al noreste de la ciudad, el aeropuerto maneja aproximadamente 5500 operaciones por año, aproximadamente con un 65% de la aviación general, un 26% del servicio comercial y un 9% del taxi aéreo. El aeropuerto tiene una pista de asfalto de 6.502 pies con aproximaciones ILS, GPS y VOR/DME aprobadas por las pistas 9-27.

### Ferrocarril
El Iron Belle Trail que utiliza en Ironwood como una de las terminales para los senderos del ciclismo y senderos que cruzan el estado.